# Kopnikiáda
Kopnikiáda je termín označující zesměšnění úřadů či jiné autority určitým oklamáním – například s pomocí přestrojení, které vzbuzuje obecný respekt a vážnost (třeba s pomocí uniformy). Kopnikiáda však může být realizována i bez převleku, ústním vyjádřením ze strany fiktivní autority. 
Účelem kopnikiády není podvod na společnosti a osobní obohacení, ale výsměch zatuhlé byrokracii a povýšeným autoritám. Často proto končí veřejnou ostudou úřadů, zatímco veřejnost cítí určité osobní zadostiučinění. Ačkoli je principem kopnikiády vytváření dočasného klamu (oklamání úřadů), za kopnikiádou nesmí stát zlý úmysl ani osobní zisk. Cílem kopnikiády je veřejně upozornit na určitý společenský nešvar. Ve výsledku má pak kopnikiáda charakter satiry.

## Původ
Jako „kopnikiáda“ (německy Köpenickiade) byla původně označována aféra falešného vojenského kapitána z německého Köpenicku, ke které došlo na území německého císařství v roce 1906. Obyčejný švec Wilhelm Voigt se tehdy několik dní úspěšně vydával za vojenského hejtmana. Mezinárodně tím zesměšnil tehdejší německý militarismus a prokázal, že zaslepená úcta k uniformám lidem zamlžuje zdravý rozum. 
Později bylo označení „kopnikiáda“ zobecněno na všechny události s podobnými rysy. Do širšího povědomí vstoupil termín „kopnikiáda“ také prostřednictvím různých divadelních her na téma Hejtman z Kopníku.

## Různé formy kopnikiády
- Till Enšpígl – Charakter kopnikiády mají některé kousky, které prováděl legendární lidový šprýmař Till Eulenspiegel.
- Ignác Bartoloměj Benoni – Lanškrounský kominík z rodu Benoni byl na přelomu 18. a 19. století na Hřebečsku znám pro různé převleky a taškařice, kterými tepal drobné podvodníky nebo povýšené úředníky. Jeho vnuk o něm později podle rodinného vyprávění sepsal několik humorných povídek.[2]
- Gogolův Revizor[3]
- František Procházka, setník c. a k. armády a falešný maršálek z filmu C. a k. polní maršálek (1930) – film zesměšňuje poměry v bývalé rakousko-uherské armádě.[4]
- Ferdinand Kaplan, uprchlý trestanec č. 1313, který se ve filmu U nás v Kocourkově (1934) vydává za slavného rodáka města Kocourkova.[3]
- Charakter kopnikiády mají některé projekty české diverzně-umělecké skupiny Ztohoven.